# William Congreve (inventore)
Sir William Congreve (Middlesex, 20 maggio 1772 – Tolosa, 16 maggio 1828) è stato un inventore inglese, pioniere nello studio dei razzi.

## Biografia
Studiò Legge al Trinity College di Cambridge.
Dopo l'adozione dei razzi di bambù alimentati da polvere da sparo adottati dall'India nelle guerre del Mysore, Congreve iniziò a studiare analoghi mezzi di offesa da far adottare all'esercito britannico. Fra il 1805 ed il 1806 considerò il suo lavoro sufficientemente avanzato da essere sperimentato in due battaglie della marina inglese contro la flotta francese a Boulogne-sur-Mer, in Francia.
Congreve era riuscito a mettere a punto un tipo di razzo di quattordici chilogrammi di peso, con una gittata di oltre tre chilometri e costituito da un rivestimento in lamiera di ferro; conteneva una carica da tre chilogrammi di materiale incendiario e montava un'asta direzionale detta "di coda", lunga quattro metri, indispensabile per stabilizzarne la traiettoria.
Il parlamento inglese autorizzò nel 1809 Congreve a costituire due apposite compagnie militari per l'uso di razzi in battaglia, di cui una affidata direttamente al suo comando e impegnata nella battaglia di Leipzig del 1813.
I razzi di Congreve furono adoperati anche in occasione delle guerre napoleoniche (1812) e restarono in dotazione all'arsenale del Regno Unito fino agli anni cinquanta del XIX secolo.
Congreve fu premiato con la promozione al grado di tenente colonnello nel 1811 e da allora fu conosciuto principalmente come il Colonnello Congreve. Morì a Tolosa nel 1828.